# صموئيل بار
صموئيل بار (2 مايو 1820 - 12 مايو 1873) (بالإنجليزية: Samuel Parr)‏ هو لاعب كريكت بريطاني.